# Beichte einer Liebestollen
Beichte einer Liebestollen (auch bekannt als Alpenröschen im Dirndlhöschen) ist ein 1970 gedrehter deutscher Erotikfilm von Alois Brummer.

## Handlung
In der Rahmenhandlung beichtet Sabine ihre sexuellen Erlebnisse. Nachdem ihre Mutter sie im Bett mit deren drittem Ehemann erwischt hat, sind ihre Tage daheim gezählt. Um ihr Glück in der weiten Welt zu suchen, verlässt die 16-jährige Sabine ihr städtisches Elternhaus. Nachdem sie dank eines Paares Erfahrung in der Liebeskunst gesammelt hat, begibt sie sich ins Dörfchen Fingerlingen, wo sie in einem Wirtshaus einen Job findet. Dank ihrer körperlichen Attraktivität hat Sabine Zugang zu vielen sexuellen Erfahrungen, die auch gleichgeschlechtliche Liebe umfassen. Eine als Hexensabbat kaschierte Orgie führt schließlich dazu, dass sie den Beichtvater aufsucht.

## Indizierung
Der Kinostart war am 26. Februar 1971. 1976 erfolgte die Umbenennung in Alpenröschen im Dirndlhöschen. Die Heimvideoveröffentlichung unter dem Titel Alpenröschen im Dirndlhöschen ist in Deutschland indiziert. Die Verantwortlichen der Bundesprüfstelle für jugendgefährdende Schriften fassten ihre Entscheidung vom 1. Juli 1986, den Film in die Liste jugendgefährdender Schriften aufzunehmen, einstimmig. Demzufolge „propagiert der Film Lustgewinn und Sofortbefriedigung aller sexuellen Wünsche und Impulse. Dadurch wird bei Jugendlichen, die diesen Verlockungen folgen, der Aufbau von Ich-Stärke verhindert und somit die Entwicklung der Jugendlichen zu sozialethisch reifen Persönlichkeiten beeinträchtigt.“

## Kritik
„Eine 16jährige berichtet von ihren zahlreichen sexuellen Erlebnissen. Schundprodukt aus der Werkstatt Brummer; vgl. Syberbergs Dokumentation Sex Business - made in Pasing, 1969.“